# Yinmabin
Yinmabin är ett distrikt i Myanmar.   Det ligger i regionen Sagaingregionen, i den centrala delen av landet, 300 km nordväst om huvudstaden Naypyidaw.